# マイクロメタキット
マイクロメタキット(Micro-Metakit)はドイツの真鍮製鉄道模型のインポーター。

## 概要
ドイツ、イタリア、オーストリアなどの蒸気機関車、電気機関車のHOモデルを中心に生産する。DRGの01型などのメジャーな蒸気機関車から蒸気タービン実験車DRG.T18など、マニアックな機関車までも作っている。社長は戦前の装飾のカラフルなバイエルンやババリアなどのSLが好きであるらしく、その時代のSLのラインナップが非常に多い。模型は、職人の手作りによるものであり、その精巧なつくりに惚れ込むマニアは世界的に多い。ファインスケールをかたくなに守り、ライトの点灯ギミックを犠牲にしてでも正確なスケールを再現することにこだわる。博物館に展示可能な品質のものを作るのがポリシーで、模型は、実車をそのまま縮小したとしか思えないものに仕上がっている。LemacoやFulglexなどの他の真鍮モデルインポーターの製品では省略されているような細かい部分を「ここまでやるか？」とばかりに作りこんでおり、特に、SLの車輪周りの構造（例：4シリンダ機）を完璧に再現するのは、Micro-Metakitのみである。ちなみに、なぜかわからないがSL製品は、テンダーを取り外すことが出来ないようになっている。また、あまりに台車の機構を実車に忠実に作ってあるので、レールの曲線通過能力は実車並みに極端に低い。マイクロメタキットの製品を買ったら、ひたすらまっすぐ走らせるか、飾って眺める用にするのがベターであると言われている。